# Strongylognathus testaceus
Strongylognathus testaceus (Schenck, 1852) è una formica appartenente alla sottofamiglia Myrmicinae, diffusa in Europa.

## Descrizione

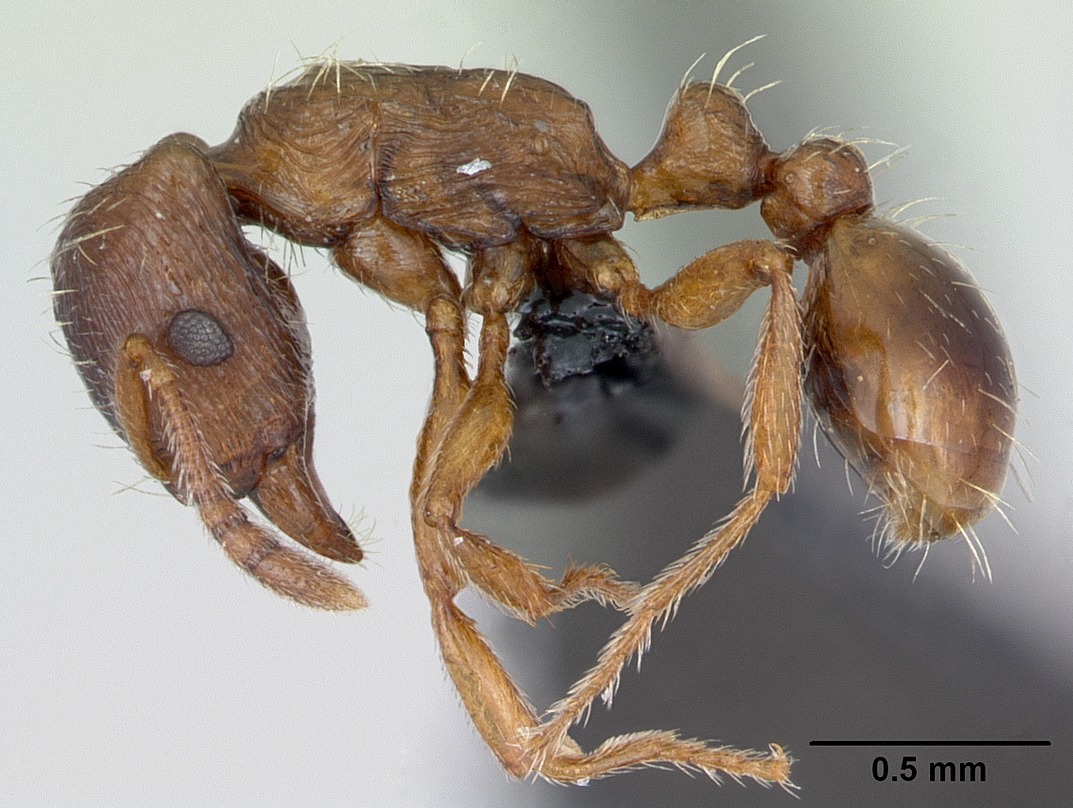
Visione laterale
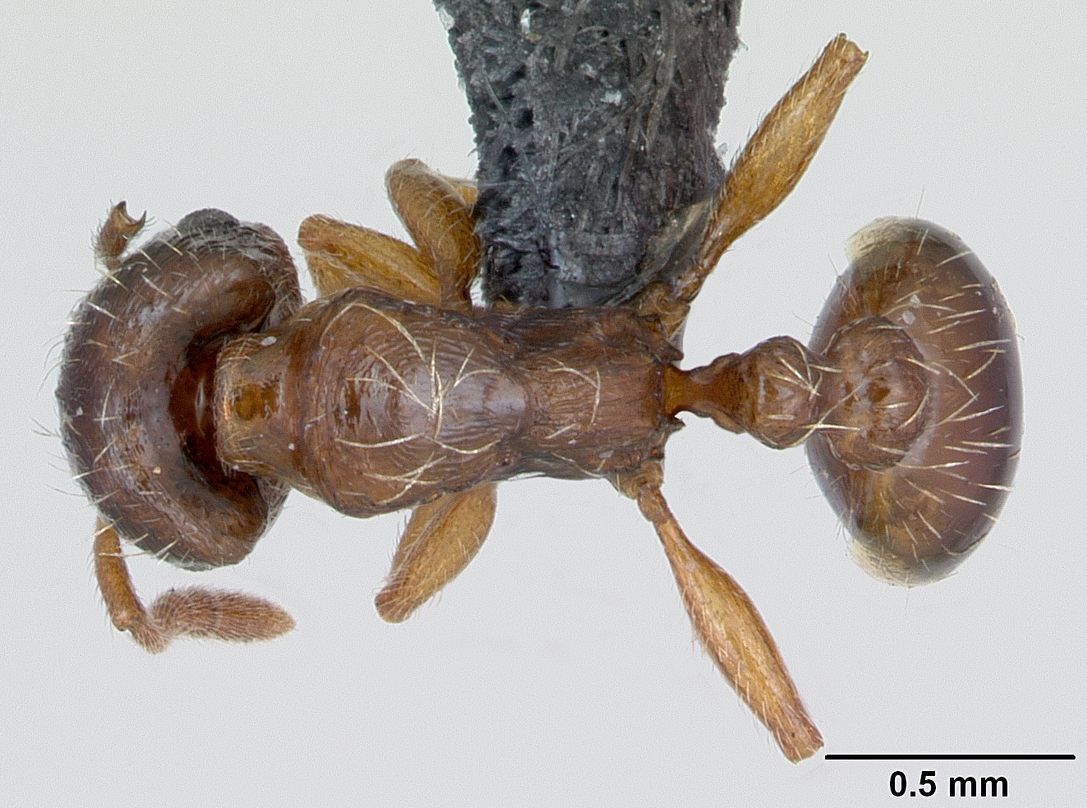
Visione dorsale
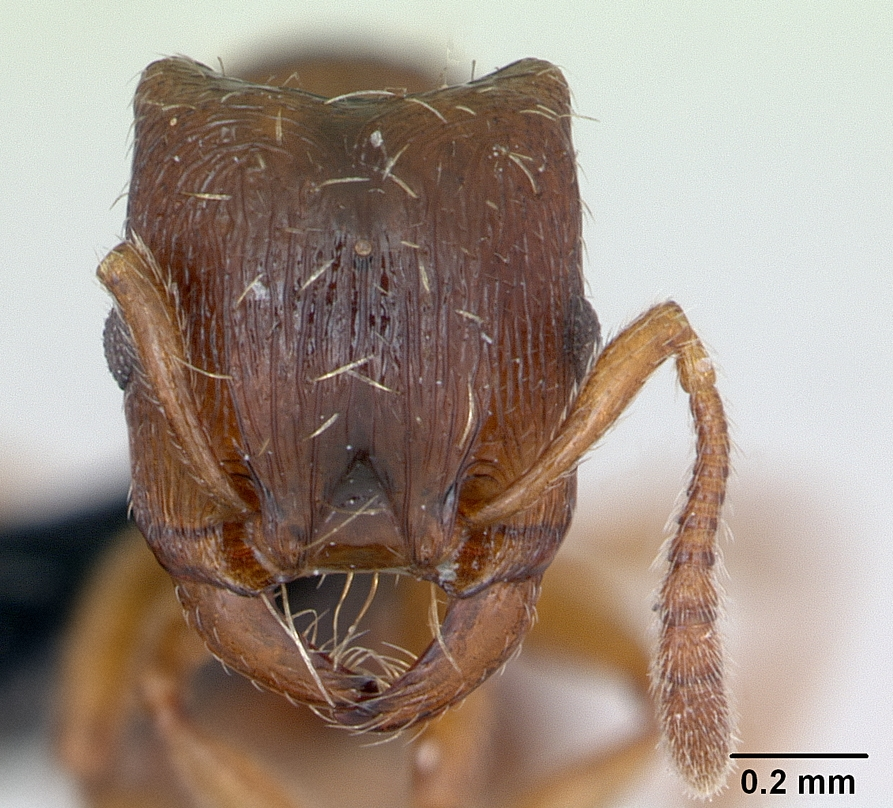
Testa

Formica giallo-bruna di dimensioni comprese tra 2.0 e 3.6 mm.

## Biologia
È un parassita sociale di Tetramorium caespitum.

## Distribuzione e habitat
La specie è diffusa in Europa, dalla Spagna alla Polonia.

Si trova solo all'interno di formicai della specie ospite Tetramorium caespitum.